# Raeme
Raeme (Raime) ist eine osttimoresische Aldeia im Suco Vatuvou (Verwaltungsamt Maubara, Gemeinde Liquiçá). 2015 lebten in der Aldeia 476 Menschen.

## Geographie und Einrichtungen

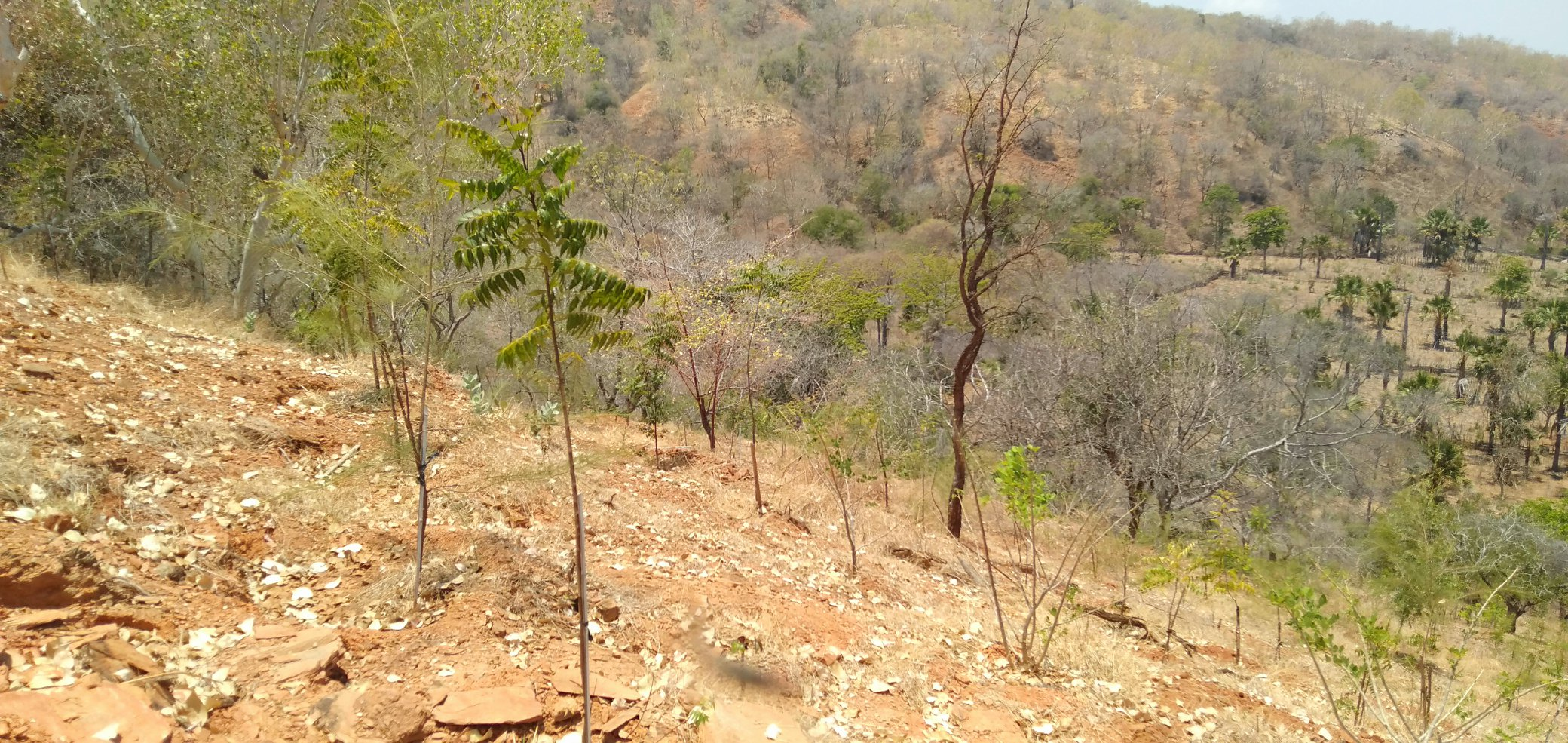
Raeme in der Trockenzeit (Dezember)

Raeme reicht vom Zentrum Vatuvous bis nach Norden, an die Küste der Sawusee. Westlich liegt die Aldeia Samanaru, südwestlich die Aldeia Bouraevei, südlich die Aldeia Lissa-Ico, südöstlich die Aldeia Lebucailiti und östlich die Aldeia Vatu-Nau. Im Nordwesten reicht Raeme bis an den salzigen Maubarasee. Der etwa acht Hektar große See gilt als wichtiger Lebensraum für eine Vielzahl von Vogelarten. Besonders interessant ist die schwarze Timortaube, die man hier regelmäßig im Wald am Rand des Sees und in den bis zu 500 m hohen herumliegenden Hügeln beobachten kann. Ein Gebiet von 2000 Hektar um den See mit tropischen Trockenwäldern ist eine Important Bird Area. In den See fließen während der Regenzeit kleine Bäche und Flüsse. Die Flüsse Palua und Malukai münden in Raeme in die Sawusee. Der Malukai bildet die Grenze zur Aldeia Vatu-Nau. Auch sie führen nur temporär Wasser.
An der Küste liegt das Dorf Raeme. Hier befindet sich das Instituto Nacional de Pescas e Aquicultura de Timor-Leste (INPA-TL). Die Küstenstraße, die Maubara im Westen mit Vila de Liquiçá und Dili im Osten verbindet, führt durch den Ort. Östlich reicht der Ort Vatu-Nau in die Aldeia Raeme. Hier befindet sich die katholische Kapelle von Vatu-Nau. Weiter südlich gibt es in einem Ort am Westufer des Malukai eine evangelische Kapelle. Weitere Besiedlung findet sich auf einem Bergrücken weiter südwestlich.

## Geschichte
Die sterblichen Überreste von etwa einem Dutzend Opfer des Kirchenmassakers von Liquiçá wurden 1999 von australischen Marinetauchern aus dem Maubarasee geborgen. Mitglieder von pro-indonesischen Milizen und vom indonesischen Militär hatten die Leichen im See versenkt.

## Politik
2023 wurde Mundos Boavida zum Chefe de Aldeia gewählt.